# San Pedro de Larcay (distrito)
San Pedro de Larcay é um distrito do Peru, departamento de Ayacucho, localizada na província de Sucre.

## Transporte
O distrito de San Pedro de Larcay é servido pela seguinte rodovia:
- PE-30B, que liga o distrito de Coracora (Região de Ayacucho) à cidade de Andahuaylas (Região de Apurímac)
- AY-105, que liga a cidade ao distrito de Querobamba [1][2][3]